# Musa ibn Bogha
Mussa ibn Bugha al-Kabir (mort el 877) fou un cap militar turc al servei del califat abbàssida, fill de Bugha al-Khabir.
Es creu que va participar o almenys va organitzar l'assassinat del califa al-Mutawàkkil el 861. A la mort del seu pare el 862, Musa el va succeir en els seus càrrecs i va mantenir una estreta associació amb el regent Abu-Àhmad al-Muwàffaq, esdevenint el més poderós dels generals del califat de vers el 870 fins a la seva mort el 877. Els seus fills Àhmad, Muhàmmad i al-Fadl ibn Mussa van ser igualment destacades figures militars del califat i va destacar en la lluita contra la rebel·lió dels zandj.